# غاري هينتون
غاري هينتون (بالإنجليزية: Gary Hinton)‏ (29 أغسطس 1956 في الولايات المتحدة - ) هو ملاكم أمريكي.

## وصلات خارجية
- غاري هينتون على موقع بوكس ريك (الإنجليزية) (registration required)